# اریک کلینکر
اریک کلینکر (به انگلیسی: Eric Klinker) یک مدیر فناوری است که بیشتر به عنوان مدیرعامل سابق شرکت بیت‌تورنت شناخته می‌شود. او به همراه برام کوهن و سه سرمایه‌گذار دیگر، در هیئت مدیره شرکت حضور داشته و نقش بسزایی در تدوین موضع شرکت بیت‌تورنت در خصوص بی‌طرفی شبکه داشته است و در برابر کمیسیون فدرال ارتباطات و سایر نهادهای تنظیم‌کننده ارتباطات جهانی شهادت داده است.
وی در دوران مدیریت خود به‌عنوان مدیرعامل، به عنوان فردی شناخته می‌شد که بیت‌تورنت را از بحران مالی سال ۲۰۰۸ عبور داد و پایگاه کاربران این شرکت را به بیش از ۱۷۰ میلیون کاربر گسترش داد. در سال ۲۰۱۲، بیت‌تورنت تحت رهبری کلینکر، مأموریت خود را توسعه داد و سبد محصولاتش را با معرفی برنامه‌های جدیدی مانند: BitTorrent Sync, BitTorrent Bundles, Bleep و BitTorrent Live (پروتکل پخش خطی همتا به همتا که توسط برام کوهن اختراع شد) تکمیل کرد. در سال ۲۰۱۴، این شرکت Project Maelstrom را معرفی کرد؛ پروژه‌ای که شامل یک مرورگر وب توزیع‌شده برای دسترسی، انتشار و مصرف محتوای وب به شیوه‌ای نوین بود.
او در آوریل ۲۰۱۶، بیت‌تورنت را ترک کرد تا شرکت Resilio را بنیان‌گذاری کند. تمرکز این شرکت بر به‌کارگیری فناوری بیت‌تورنت در بازارهای سازمانی و اینترنت اشیاء بود.